# Piki

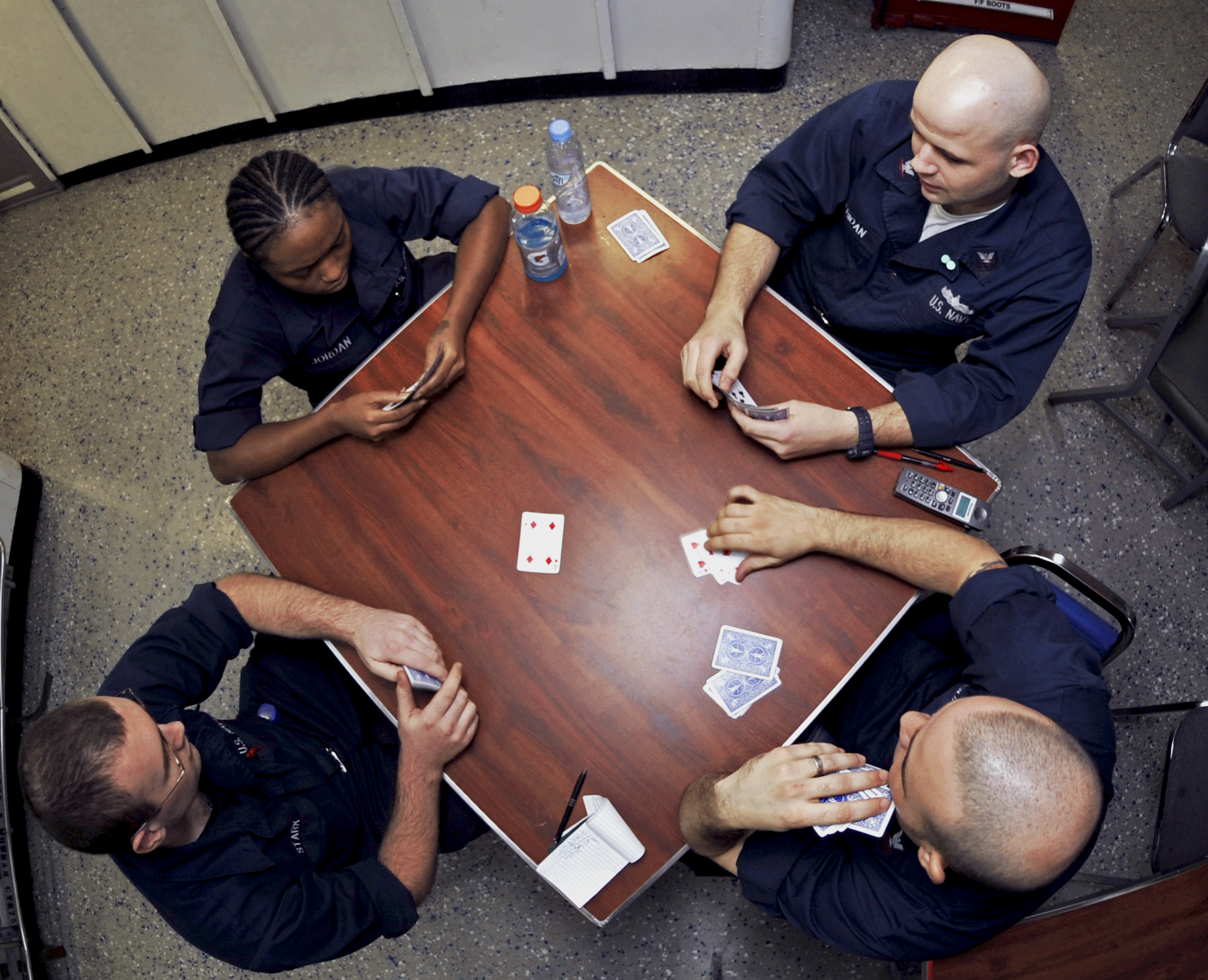
Gra w piki

Piki – gra karciana dla czterech osób. Gra się pełną talią kart, atutem jest zawsze pik. Osoby siedzące naprzeciw siebie grają razem w parze.
Gra składa się z deklaracji i rozgrywki.
Każdy gracz otrzymuje 13 kart i deklaruje, ile weźmie lew (od zera do trzynastu). Może też zadeklarować zero w ciemno. Wtedy, gdy nie weźmie ani jednej lewy dostaje dwa razy tyle, ile mógłby dostać grając zero w normalny sposób. Jeśli grając zero w normalny sposób weźmie choć jedną lewę, nie dostaje już punktów za zero.
Później zaczyna się rozgrywka, gracz który zagrał najwyższą kartą lub przebił atutem, bierze lewę i wychodzi
do następnej. Lewę kładzie obok siebie. W piki można wchodzić wtedy, gdy została rzucona choć jedna karta w kolorze pikowym. Obowiązuje dokładanie kart w lewie w kolorze wyjściowym.
Po zgraniu wszystkich lew następuje koniec rozgrywki, przechodzimy znów do deklaracji.
Punktacja:
Wszystkie punkty idą dla pary, nie dla zawodnika, a lewy zadeklarowane są sumowane, np. gracz 1 zadeklarował 4 lewy, wziął 1, gracz 2 zadeklarował 5 lew, wziął 8, 3 lewy ponad deklarację przechodzą na lewy partnera nie ugrane.
Po wzięciu dziesięciu lew ponad kontrakt para traci 100 punktów.
lewa zadeklarowana i wzięta: 10 pkt.
lewa ponad deklarację: 1 pkt.
zero zadeklarowane i nie wzięta ani jedna lewa: 100 pkt.
choć jedna lewa wzięta w zerze: –100 pkt.
lewa zadeklarowana, nie wzięta –10 pkt.
zero w ciemno, nie wzięta ani jedna lewa: 200 pkt.
choć jedna lewa wzięta w zerze w ciemno: –200pkt.
Para, która zdobędzie 500 punktów, wygrywa. W razie przekroczenia przez obie pary progu 500 punktów, wygrywa ta para, która ma ich więcej. Jeśli obie pary mają taką samą liczbę punktów, gra kończy się remisem.
Para, która zdobędzie – (minus) 200 pkt przegrywa. W razie przekroczenia przez obie pary progu – (minus) 200 punktów, przegrywa ta para, która ma ich mniej. Jeśli obie pary mają taką samą liczbę punktów, gra kończy się remisem.